# 저지먼트 데이: 지구붕괴
《저지먼트 데이: 지구붕괴》(영어: Path of Destruction)는 2005년 공개된 미국의 SF 영화이다.

## 출연

### 주연
- 다니카 맥켈라
- 데이빗 키스

### 조연
- 크리스 프랫
- 스티븐 퍼스트
- 프랭클린 데니스 존스
- 리처드 와턴
- 레이 베이커
- 라이언 스파이크 도너
- 마이클 코리 데이비스
- 그리프 퍼스트
- 제프 랭크
- 조나스 토킹튼
- 레이초 바실브

## 기타
- Line PD: 존 카필라
- 미술: 케스 본넷
- 배역: 롭 미카리니
- 배역: 롭 리처즈
- 배역: 마리앤 스탠니체바